# Charlie Patton
Charlie Patton, també conegut com a Charley Patton (abril de 1887/1891 – 28 d'abril de 1934) és considerat el millor músic estatunidenc de Delta blues. El musicòleg Robert Palmer el considera un dels músics americans més importants del segle xx.

## Biografia

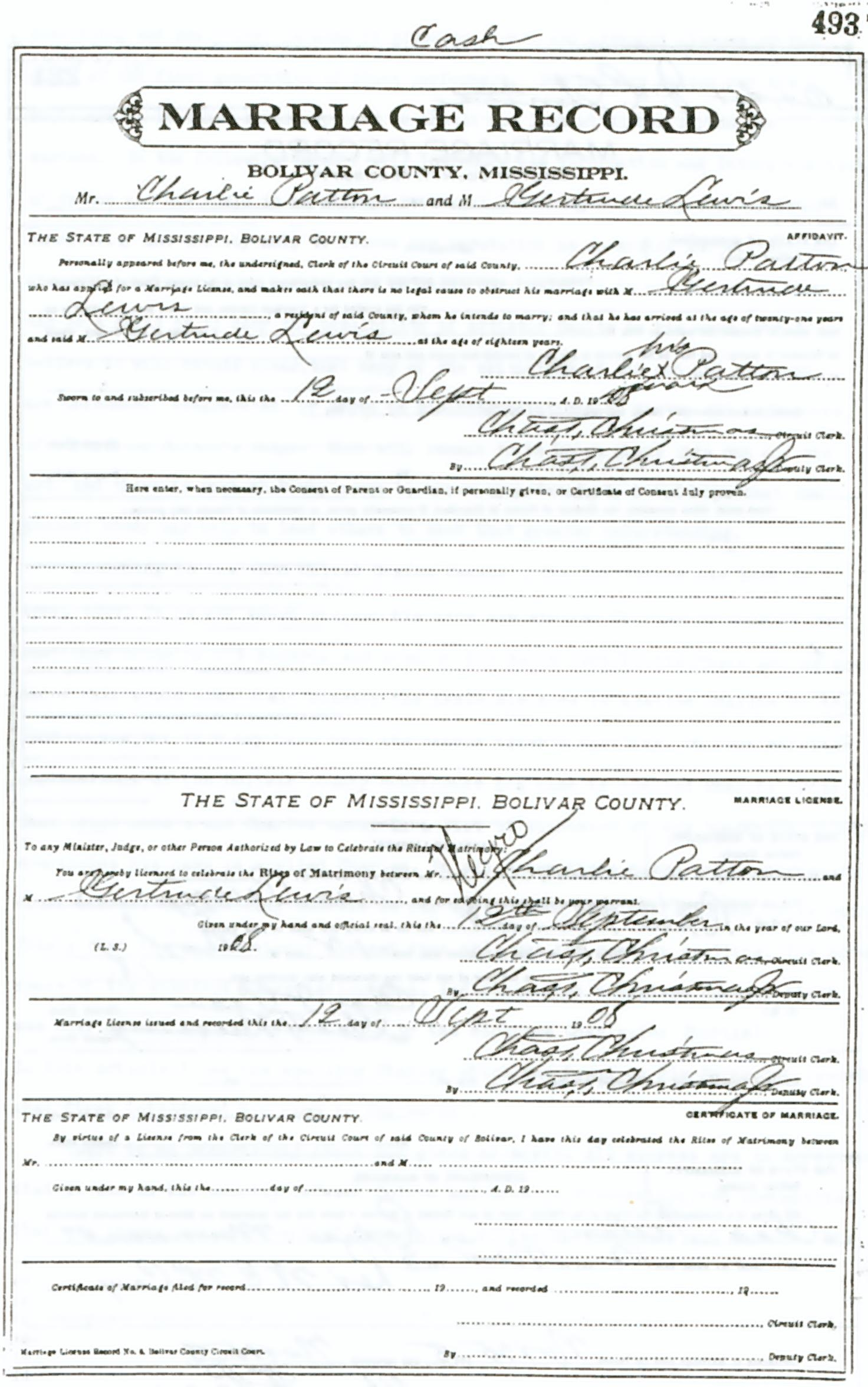
Certificat de matrimoni entre Charlie Patton i Gertrude Lewis el 1908.

Charlie Patton fou una de les primeres estrelles del Delta blues. Patton, nascut al Comtat de Hinds prop d'Edwards, va viure gran part de la seva vida al Comtat de Sunflower, al Mississipi Delta. El 1900 la seva família es va traslladar al nord de la plantació de cotó Dockery Plantation propera a Ruleville, on també van habitar músics com John Lee Hooker, Howlin' Wolf i Robert Johnson.
A Dockery, Charlie va romandre sota el tutelatge del músic afroamericà Henry Sloan, que tenia un estil de música diferent al de l'època que avui es considera el principi del blues. Charlie va passar un temps amb Henry Sloan fins a convertir-se en un intèrpret i compositor quan tenia uns 19 anys, després d'haver compost "Blues Pony".
Va ser molt popular arreu dels Estats Units del Sud i va rebre invitacions per interpretar música a plantacions i tavernes; a aquestes interpretacions, acostumava a barrejar elements d'espectacle, tocant amb la guitarra a la falda i darrere del coll, igual que farien, anys més tard, artistes com Jimi Hendrix.
Patton es va instal·lar el 1933 a Holly Ridge (Mississipi) amb la seva muller i la seva sòcia d'enregistrament Bertha Lee Pate. Morí el 28 d'abril de 1934 a la plantació Heathman-Dedham, prop d'Indianola (Mississipi), a causa d'una cardiopatia; està enterrat a Holly Ridge.
Es considera que Patton era una combinació de blanc, negre, i cherokee. Patton va cantar a "Down the Dirt Road Blues" d'haver-se'n anat a "la Nació" i "el Territo'", referint-se a la Nació Cherokee del Territori Indi.
La partida de defunció de Patton manifesta que va morir a una casa a unes vint milles de la Dockery Plantation d'Indianola (Mississipi). Bertha Lee no s'esmenta al certificat de defunció, l'únic informant era un tal Willie Calvin. La seva mort no es va comunicar als diaris.

## Reconeixements
El 2001 es va presentar Screamin' and Hollerin' the Blues: The Worlds of Charley Patton, l'àlbum recopilatori dels treballs enregistrats de Patton, on també s'hi poden trobar enregistraments d'amics seus i socis. Aquest recopilatori va guanyar tres Premi Grammy al millor àlbum històric, millor recopilatori o edició limitada i al millor àlbum de notes. La discogràfica Catfish Records també va publicar una altra col·lecció d'enregistraments de Patton titulada The Definitive Charley Patton.
El 2006 la seva cançó "Pony Blues" (1929) es va incloure al National Recording Registry de la Biblioteca del Congrés dels Estats Units. La junta selecciona enregistraments que són "culturalment, històricament, o estèticament significatives".

## Discografia

### Amb Paramount
Enregistraments realitzats amb la discogràfica Paramount Records:
- Pony Blues/Banty Rooster Blues (1929)
- Prayer Of Death Pt.1/Prayer Of Death Pt. 2 (1929)
- Screamin' And Hollerin' The Blues /Mississippi Bo Weavil Blues (1929)
- Down The Dirt Road Blues/It Won't Be Long (1929)
- A Spoonful Blues/Shake It And Break It But Don't Let It Fall Mama (1929)
- Pea Vine Blues/Tom Rushen Blues (1929)
- Lord I'm Discouraged/I'm Going Home (1929)
- High Water Everywhere Pt. 1/High Water Everywhere Pt. 2 (1930)
- Rattlesnake Blues/Running Wild Blues (1930)
- Magnolia Blues/Mean Black Cat Blues (1930)
- Mean Black Moan/Heart Like Railroad Steel (1930)
- Green River Blues/Elder Greene Blues (1930)
- Jesus Is A Dying-Bed Maker/I Shall Not Be Moved (1930)
- Hammer Blues/When Your Way Gets Dark (1930)
- Moon Going Down/Going To Move To Alabama (1930)
- Some Happy Day/You're Gonna Need Somebody When You Die (1930)
- Circle Round The Moon/Devil Sent The Rain Blues (1930)
- Dry Well Blues/Bird Nest Bound (1931)
- Some Summer Day Pt. 1/Jim Lee Blues Pt. 1 (1931)
- Frankie And Albert/Some These Days I'll Be Gone (1932)
- Joe Kirby/Jim Lee Blues Pt. 2 (1932)

### Amb Vocalion
Enregistraments realitzats amb la discogràfica Vocalion Records:
- 34 Blues/Poor Me (1932)
- High Sheriff Blues/Stone Pony Blues (1934)
- Love My Stuff/Jersey Bull Blues (1934)
- Oh Death/Troubled 'Bout My Mother (1935)
- Hang It On The Wall/Revenue Wall Blues (1935)

## Exemples de la seva música
|  |  |  |  |
|  |  |  |  |
|  |  |  |  |
|  |  |  |  |
|  |  |  |  |